# Kettrupgård

Kettrupgård eller Kjettrupgaard er en herregård i Ingstrup Sogn. I dag beboet af Ingstrup Efterskole. Efterskolen er både en musik- og idrætsefterskole. Stedets adresse er Kettrupvej 121, Ingstrup, 9480 Løkken.
Morten Mortensen Bloch skal have været en selvejer i Kjettrupgaard 1629-1630 ved Fjerritslev. Han døde i de meget ringe kår under krigen. Da boet blev gjort op var der intet at arve for børnene. De maatte »alldiellis blaatte der fra drage med stuor Armod och Nøgenheitt«. Børnenes moder Maren Sørensdatter døde også i 1630. 

## Ejere
- Helvig Brahe til Bratskov
- 1643 Henrik Rantzau til Aagaard
- Jens Lassen til Dalum
- 1703 Fr. Kjær
- 1703 Jordan Henriksen
- 1711 Anne Lange til Fuglsig
- 1712 Ide Frederiksdatter Wilsbech
- 1716 Poul Nielsen Børglum
- 1740 Anne Cathrine Statlænder f. Godsen
- 1752 Johan Frederik Mathiesen, Skudehandler i Løkken
- 1791 Sophie Cathrine Mathiesen og Mathias Wagaard Yde
- 1792 Mathias Wagaard Yde
- 1794 Mathias Wagaard Yde og Anne Frøstrup
- 1801 Anne Frøstrup
- 1805 Jeppe Bartholin Sommer og Anne Frøstrup
- 1848 Severin Lund Müller
- 1856 Fr. Chr. Keller
- 1899 Aalborg Bys og Omegns Sparekasse
- 1904 Marius Petersen
- 1911 Søren Olesen Myrthue
- 1912 Emma keller
- 1941 Arbejds- og Socialministeriet
- 1943 Gården beslaglagt af tyskerne (Organisation Todt)
- 1946 rekreationshjem for hollandske kvinder
- 1947 Socialministeriet – skolehjem for drenge
- 1958 Optagelseshjem for unge mænd [2]

- (1948-1982) Ungdomshjemmet Kjettrupgård pr. Ingstrup selvejende institution ved Børneforsorgen. [3]

## Eksterne Links
Ingstrup Efterskole